# Geister Thriller
Geister Thriller war eine Grusel- (Horror-) Heftromanreihe aus dem Kelter Verlag.

## Allgemeines
Noch im selben Jahr, in dem der Geister Killer eingestellt wurde, startete der Kelter Verlag eine neue Reihe. Anders als im Geister Killer wurden hier nicht nur die Subserien um Rick Masters und Mark Tate fortgesetzt, sondern auch unabhängige Einzelromane herausgegeben. Der Geister Thriller lehnte sich somit stark an den 1981 eingestellten Geister-Krimi an. Während die Subserie um Mark Tate über die gesamte Laufzeit fortgesetzt wurde (und somit neun neue Romane dieser Serie erschienen), erscheinen von Rick Masters nur noch drei neue Hefte. Die restlichen Rick Masters waren Nachauflagen.
Dabei erfolgte der Nachdruck völlig unchronologisch – ein Konzept, das der Verlag auch in späteren Reihen so beibehielt. Alle Nachauflagen wurden jedoch mit „2. Auflage“ gekennzeichnet. Dies bezieht sich auf den Roman – eine zweite Auflage des Geister Thriller existiert nicht.

## Statistik
- Es erschienen 20 Bände im Jahr 1983.
- Einzelromane und Subserien

Subserien
- Mark Tate von Wilfried A. Hary (W. A. Hary): Band 50–58
- Rick Masters von Richard Wunderer (Andrew Hathaway): Band 82–84
- Percy Collins von Jürgen Duensing: Band 05